# Rescue Abso
Rescue Abso är ett finländskt räddningsfartyg, som levererades 2006 till Åbo sjöräddningsförening, som är ansluten till Finlands Sjöräddningssällskap, av Marine Alutech i Tykö. Den ingår i Sjöräddningssällskapets klass PV5, som är klassen för de största typbåtarna.
Fartyget är en för Finlands Sjöräddningssällskap utvecklad variant av Watercat 1500 Patrol, benämnd Watercat 1500 Rescue.